# المسيحية في إفريقيا الوسطى

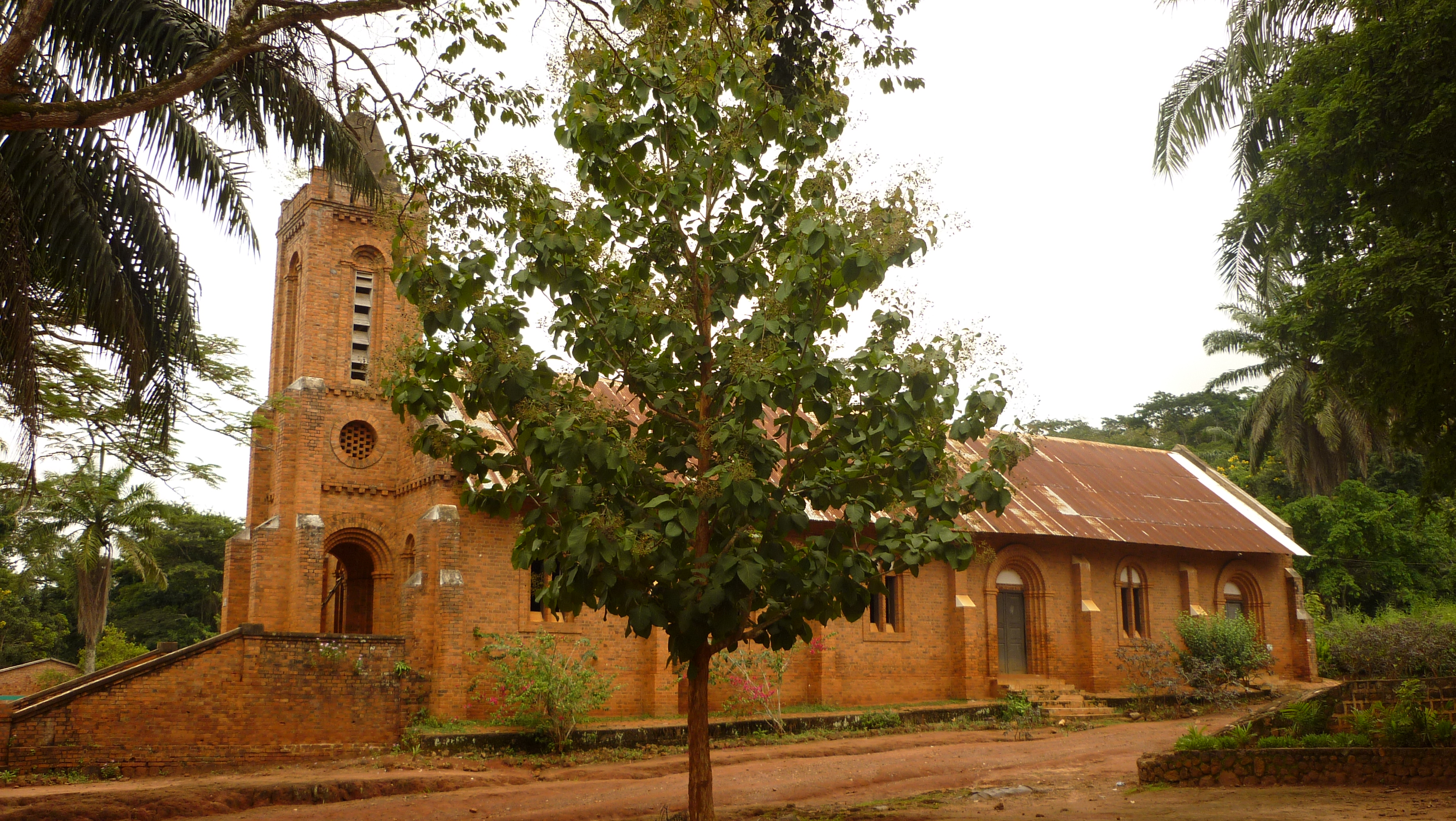
كنيسة سان جورج في أوانجو.

تُشكل المسيحية في جمهورية أفريقيا الوسطى أكثر الديانات إنتشاراً بين السكان، وفقًا لتعداد وطني صُدر عام 2003، تبيّن أنّ 80.3% من سكان جمهورية أفريقيا الوسطى هم من المسيحيين وحوالي 51.4% بروتستانت و28.9% كاثوليك، في حين أن 15% من السكان هم مسلمون. وقد قدر مركز بيو للأبحاث نسبة المسيحيين اعتبارًا من عام 2010 بحوالي 89.8% من السكان ومنهم 60.7% من البروتستانت وحوالي 28.5% من الكاثوليك، بينما شكلَّ المسلمون 8.9% من السكان. أما بحسب احصائيات أخرى منها تقارير وكالة المخابرات المركزية كتاب حقائق العالم تُظهر ان 50% من السكان هم من المسيحيين (25% بروتستانت وحوالي 25% رومان كاثوليك)، في حين أن 35% من السكان يعتنقون معتقدات محليّة وحوالي 15% يمارسون الإسلام.

## تاريخ

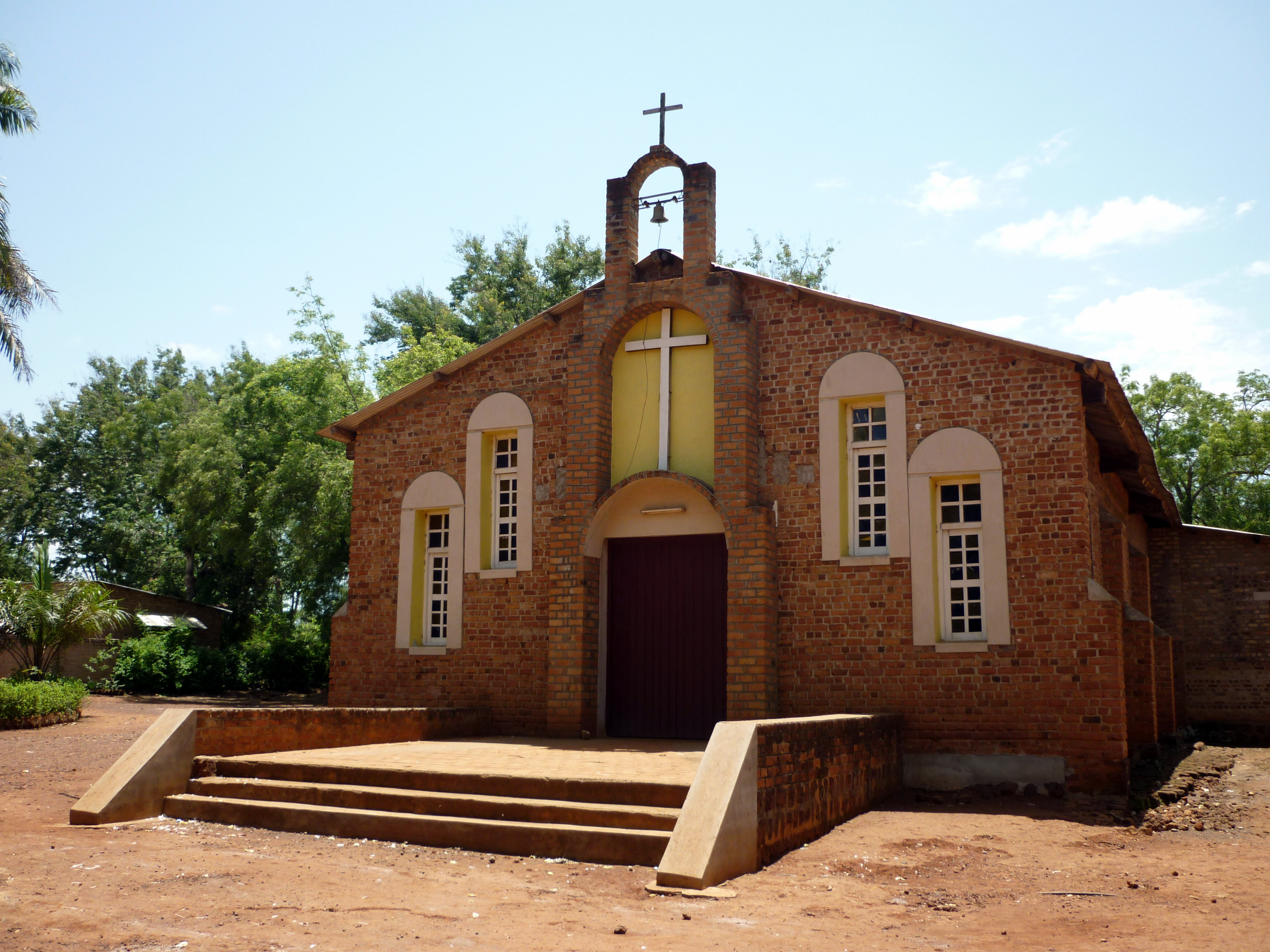
كنيسة القديس يوحنا في زيمو.

في عام 1920 تم تأسيس أفريقيا الاستوائية الفرنسية، وهو اتحاد من أربع مناطق في وسط أفريقيا، تأسس سنة في 1910، كان يمتد من نهر الكونغو إلى الصحراء الكبرى. كانت تديره الدولة المستعمرة فرنسا. ويُكوّن هذا الاتحاد اليوم أربع دول مستقلة وهي جمهورية أفريقيا الوسطى وتشاد والكونغو (الكونغو الفرنسية) والجابون. وخلال العشرينيات والثلاثينيات من القرن العشرين، أدخل الفرنسيون سياسة زراعة القطن الإلزامية، وتم بناء شبكة من الطرق ومحاولات لمحاربة داء المثقبيات الأفريقي، وتم إنشاء بعثات كاثوليكيَّة وبروتستانتيَّة لنشر المسيحية. في عام 1946 تم منح جميع سكان أفريقيا الاستوائية الفرنسية الجنسية الفرنسية والسماح لهم بإنشاء الجمعيات المحلية. ترأس التجمع في جمهورية أفريقيا الوسطى بارتيليمي بوغندا، وهو قس كاثوليكي كان معروفًا أيضًا بتصريحاته الصريحة في الجمعية الفرنسية حول الحاجة إلى التحرر الأفريقي، وفي 13 أغسطس عام 1960 أستقلت البلاد وأصبحت تدعى باسم جمهورية أفريقيا الوسطى. بعد لقاء جان بيدل بوكاسا مع معمر القذافي في سبتمبر عام 1976، اعتنق جان بيدل بوكاسا الإسلام وقام بتغيير اسمه إلى صلاح الدين أحمد بوكاسا، لكنه في ديسمبر من عام 1976 عاد إلى المسيحية على مذهب الكنيسة الكاثوليكية. من المفترض أن تحوله إلى الإسلام كان خدعة محسوبة لضمان استمرار المساعدات المالية الليبية. وعندما لم تكن هناك أموال كما وعد بها الرئيس الليبي آنذاك معمر القذافي، تخلى بوكاسا عن عقيدته الجديدة «الإسلام»، والتي كانت تتعارض أيضًا مع خططه لتتويج الإمبراطور الكاثوليكي في بانغي. ومع تنصيب جان بيدل بوكاسا إمبراطوراً على البلاد، كانت الكاثوليكية المذهب الرسمي لإمبراطورية أفريقيا الوسطى.
في عام 2015 ضمت الكنيسة الكاثوليكية أكثر من 1.5 مليون من الأتباع أي ما يقرب من ثلث السكان، ويتوزعون على تسعة أبرشيات وأسقفيَّة. وتساهم الكنيسة الكاثوليكية في بناء البلاد من خلال المؤسسات الكاثوليكية في المجال التربوي والصحي.
وهناك العديد من الجماعات التبشيرية العاملة في البلاد، بما في ذلك اللوثريين، المعمدانيين وشهود يهوه. في حين أن هذه المبشرين هم في الغالب من الولايات المتحدة وفرنسا وإيطاليا وإسبانيا، الا أن العديد منهم أيضًا من نيجيريا، وجمهورية الكونغو الديمقراطية والبلدان الأفريقية الأخرى. غادر البلاد غالبيَّة المبشرين عقب اندلاع القتال بين المتمردين والقوات الحكومية في الأعوام 2002 إلى 2003، ولكن العديد منهم عادوا الآن إلى مواصلة عملهم. وفقًا لدراسة المؤمنون في المسيح من خلفية مسلمة: إحصاء عالمي وهي دراسة أجريت من قبل جامعة سانت ماري الأمريكيّة في تكساس سنة 2015 وجدت أنَّ حوالي 1,500 مُسلم تحول إلى المسيحية في البلاد. المسيحيون في أفريقيا الوسطى، يختنون ذكورهم في الغالب كالمسلمين رغم أن شريعة الختان قد أسقطت في العهد الجديد أي أن مختلف الكنائس لا تلزم أتباعها بها.

### الصراع الطائفي

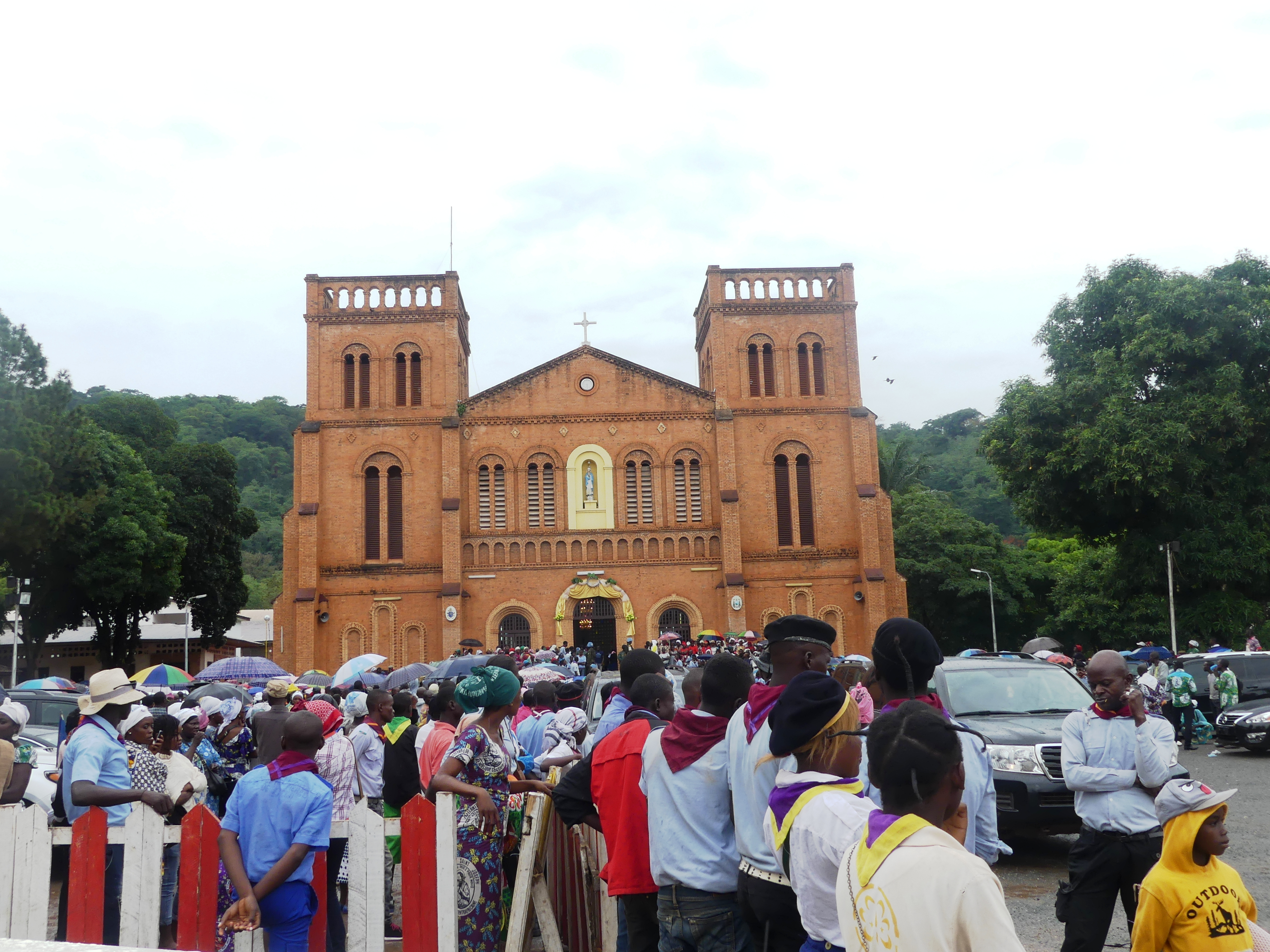
مسيحيون أمام كاتدرائية بانغي.

شهدت البلاد صراع طائفي بين عام 2012 وعام 2014 بين السكان المسيحيين والمسلمين،
 حيث أدى استيلاء جماعة «السيليكا» على الحكم في جمهورية أفريقيا الوسطى عبر الانقلاب في مارس من عام 2013 والإطاحة بالرئيس فرانسوا بوزيزيه وتنصيب ميشيل جوتوديا المُسلم الديانة رئيساً للبلاد تحولاً أساسياً في المشهد السياسي التقليدي. فللمرة الأولى منذ الاستقلال، تتولى قوة منبثقة من السكان المسلمين في شمال وشرق البلاد مقاليد الحكم. أدى ذلك إلى تشكيل ميليشيات أنتي بالاكا المسيحيَّة من قبل الرئيس المسيحي فرانسوا بوزيزيه بعد أن صعد ميشيل جوتوديا إلى السلطة، مما أدَّى اشتباكات بين «السيليكا» وقوات «أنتي بالاكا» إلى توترات طائفية قوية تفاقمت بسبب توظيف الدين والشروخ المجتمعية والمخاوف الجماعية، وإحياء الذكريات المؤلمة من عهد تجارة الرقيق قبل الاستعمار. وكان يُنظَر إلى مقاتلي السيليكا كحماة للمسلمين، بينما يُنظَر لمقاتلي أنتي بالاكا كمدافعين عن الطوائف المسيحية، وقامت فرنسا والإتحاد الأوروبي والمغرب بدعم فرانسوا بوزيزيه.
قام البابا فرنسيس بزيارة البلاد في عام 2015. وأقام البابا فرنسيس قداساً في كاتدرائية بانغي طلب خلاله التخلي عن الأسلحة وشتى أدوات القتل ومقاومة ما أسماه بالخوف من الآخر مهما كانت ديانته وعرقه لكي تطوي البلاد صفحة العنف الطائفي تطالها منذ عام 2012. كما وقام بزيارة حي «بي كاي الخامس» في بانغي والذي يقطنه المسلمون، وإلتقى بخمسة أئمة بالقرب من مسجد كودوكو في وقفة سلام رمزية بين الديانة المسيحية والإسلاميَّة. وفي عام 2017 منح أسقف كاثوليكي في أفريقيا الوسطى ويُدعى خوان خوسيه أغيري مونوز، ملجأ لنحو ألفي لاجئ مسلم، يعيشون في خوف من هجوم ميلشيا أنتي بالاكا ذات الأغلبية المسيحية.